# Alexander Alexandrowitsch Bibikow

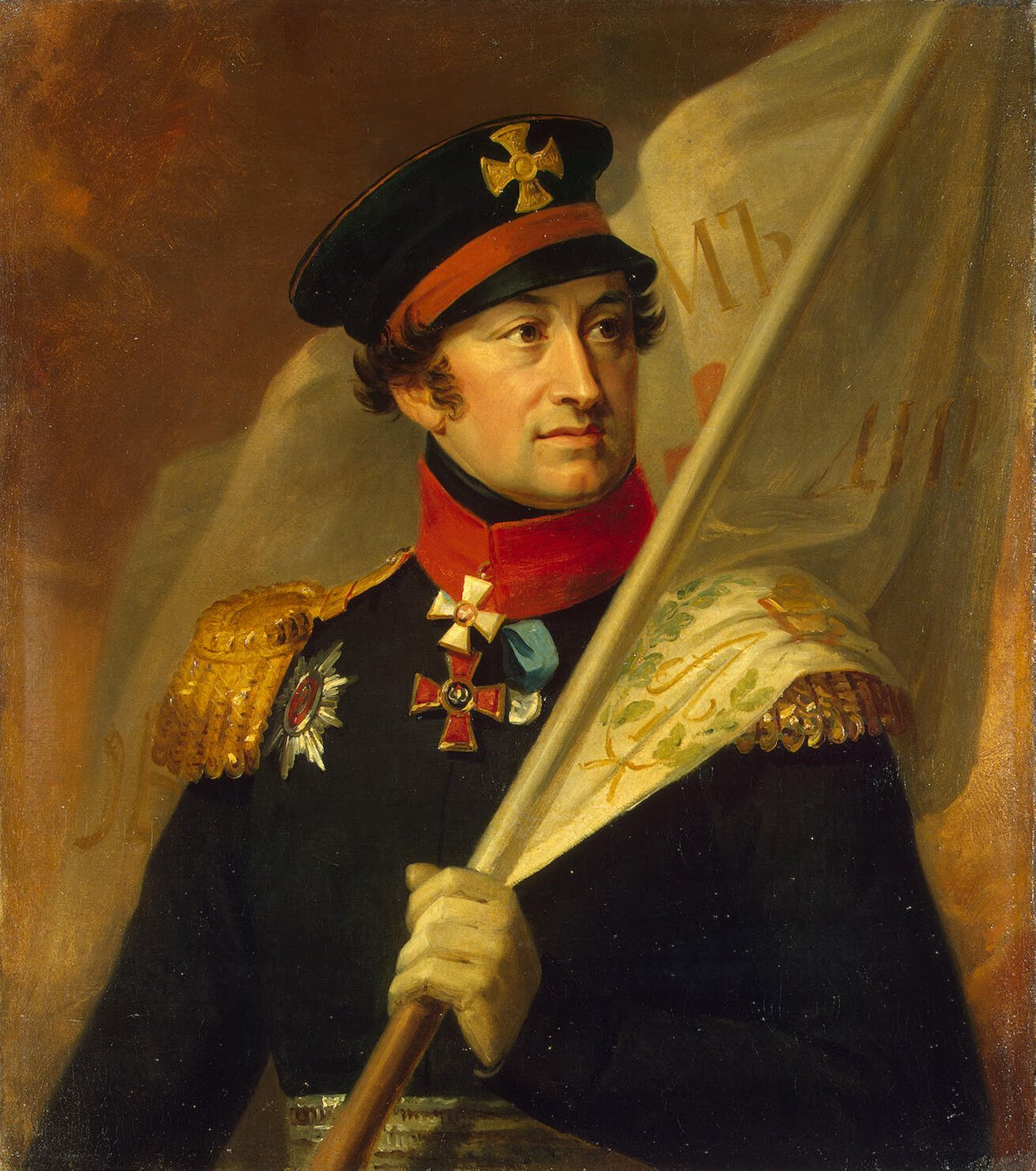
Alexander Alexandrowitsch Bibikow

Alexander Alexandrowitsch Bibikow (russisch Александр Александрович Бибиков; * 7. Januarjul. / 18. Januar 1765greg.; † 20. Julijul. / 1. August 1822greg. in Dresden) war ein russischer Staatsmann und Milizführer während des Vaterländischen Krieges von 1812.

## Leben

### Herkunft und Familie
Er wurde 1765 als Sohn des katholischen Generals und Staatsmanns Alexander Iljitsch Bibikow (1729–1774) und der Prinzessin Anastasia Semjonowna Koslowskaja (1729–1800) geboren. Über den Vater war er ein Neffe des Fürsten Michail I. Kutusow.
Er vermählte sich mit Anna Wassiljewna Chanykowa (1772–1826), mit der er drei Kinder hatte:
- Wassili (1793–1867), russischer Generalmajor
- Alexandra (1801–1875), ⚭ N. M. Besobrasow (1796–1839), russischer Generalmajor
- Alexander

### Werdegang

#### Frühe Militärkarriere
Im Jahr 1768 wurde er als Junker in das Ismailowski Leibgarde-Regiment der eingeschrieben. Nach dem Tod seines Vaters im Jahr 1774 erhielt er im Alter von neun Jahren den Rang des Fähnrich und wurde am 22. September 1786 in das Preobraschenski-Regiment der Leibgarde aufgenommen. Er nahm mit Jahresbeginn 1787 in den aktiven Militärdienst auf und begleitete den allerhöchsten Hof während der Reisen in Taurien (Südukraine) und auf die Krim, zum Andenken an diese Reise erhielt er von Katharina II. eine Goldmedaille. Bibikow strebte nach kriegerischem Ruhm und erhielt die Erlaubnis der Zarin, sich als Freiwilliger dem Korps von Generalleutnant Iwan Michelson anzuschließen, das im Russisch-Schwedischen Krieg eingesetzt war. Bibikow beteiligte sich am 2. August 1788 an der Erkundung um das Dorf Kiro in Wilmanstrand. In der folgenden Kämpfen bei Kiro eroberte er und zwei andere Grenadiere am 29. Mai 1789 eine schwedische Kanone. Beim Dorf Parusalmi wurde er am 1. Juni 1789 durch eine Kugel am linken Bein verletzt, aber bereits am 7. Juni wieder in Dienst gestellt. Für seinen Mut in den Gefechten bei Parusalmi, erhielt er am 9. Juni 1789 den Orden des Heiligen Georg IV. Klasse. Im Juli 1789 nahm Bibikow an den Kämpfen auf dem Fluss Kjumen teil. Danach wurde er dem Geschwader unter Vizeadmiral Prinz von Nassau-Siegen, dem Befehlshaber der russischen Ruderflotte zugeteilt, unter dessen Kommando er am 24./25. August 1789 an der Schärenschlacht am Svensksund (bei Rochensalm) teilnahm. Am 21. August während der Landung der russischen Truppen an der Mündung des Flusses Kjumen befehligte er ein Bataillon des Preobraschenski-Regiments der Leibgarde. Für den Mut und die Disziplin dieser Kampfhandlungen erhielt Bibikow am 30. August das Goldene Schwert für Tapferkeit. Nach dem Ende des Russisch-Schwedischen Krieges kehrte er 1790 nach Petersburg zurück und diente weitere fünf Jahre als Hauptmann bei der Garde.
Am 31. Mai 1795 wurde er zum Kammerherrn und am 1. Oktober 1798 zum echten Geheimrat erhoben. Nach dem Thronantritt des Zaren Paul I. trat er eine kurze diplomatische Mission beim Herzog von Württemberg an. Paul I. drängte ihn ab 7. November 1798 zum Dienst in der Akademie für auswärtige Angelegenheiten, am 22. Dezember desselben Jahres wurde er zum außerordentlichen Botschafter in Portugal ernannt. Am 1. Januar 1799 wurde er als Sonderbotschafter nach Sachsen geschickt, aber schon am 28. Februar wieder abberufen und am 7. Januar 1800 zum offiziellen Herold für ausländische Angelegenheiten bestimmt. Auf höchsten Erlass wurde er zum Senator ernannt und mit dem Orden der Heiligen Anna I. Klasse ausgezeichnet. Seit dem 12. Januar 1800 arbeitete er kurzfristig in der Abteilung für provisorische Landvermessungen und fiel Anfang Februar 1800 in Ungnade, was mehrere Jahre Tatenlosigkeit brachte.

#### Bildung der Milizarmee
Im Jahr 1806 wurde er vom Zaren mit der Bildung einer Milizarmee beauftragt, um eine mögliche Invasion der Truppen Napoleons abzuwehren. Bibikow trat der Miliz am 16. Dezember bei und wurde für das Jahr 1807 zum Polizeichef des Bezirks Oranienbaum bestellt. Im Jahr 1808 kehrte Bibikow in den öffentlichen Dienst zurück, vom 10. Februar 1808 wurde er zum außerordentlichen Botschafter und Bevollmächtigten des neapolitanischen Hofes ernannt und blieb bis zum 22. Februar 1810 in diesem Amt, als er nach St. Petersburg zurückgerufen wurde. Mit kaiserlichen Erlass vom 20. Dezember 1810 wurde er erneut zum Senator erhoben.
Mit dem Beginn des Vaterländischen Krieges von 1812 entschied er sich in den Militärdienst zurückzukehren und reichte über seinen Onkel Fürst Michail I. Kutusow beim Zaren den Antrag ein, wieder kämpfen zu dürfen. Bibikow durfte darauf die St. Petersburger Miliz organisieren, die etwa 5000 Mann zählte, die er dann mit zwei Staffeln Grodno-Husaren und einem polnischen Lancier-Regiment verstärken ließ. Am 3. September wurde eine Abteilung seiner Milizen zur Verstärkung des I. Infanterie-Korps unter General Graf von Wittgenstein entsandt, dem sich Bibikow am 28. September selbst anschloss. General Wittgenstein befahl dann alle Milizen von St. Petersburg im Raum Nowgorod zu konzentrieren. Am 19. Oktober nahmen Bibikow und seine Männer an der Schlacht von Polozk teil, am nächsten Tag, während der Rückeroberung der Stadt, waren die Milizen wieder vorne dabei und rückten als erste in Polozk ein. Für diese Kämpfe wurden Bibikow am 3. Januar 1813 der Orden des Heiligen Georg III. Klasse zuerkannt.
Nachdem sich das Korps von Generalleutnant Wittgenstein am 28. Oktober mit dem Korps von Generalleutnant Steinheil vereinigt hatte, wurde Bibikow mit dem Befehl des 1. kombinierten Korps betraut, das aus den Miliz-Regimentern Perm, Sewsk und Kaluga sowie Kavallerietruppen und 30 Kanonen bestand. Mit diesen Streitkräften beteiligte er sich in der Nähe der Dörfer Chashniki und Smolny erfolgreich an den Kämpfen gegen die Franzosen. Beim letzten Gefecht wurde er wieder von einer Kugel am Bein verwundet, verließ das Feld aber nicht vor Abschluss der Kämpfe. Ab 28. November 1812 nahm er mit seinen Milizen in der Nähe des Dorfes Studjanka an der Schlacht an der Beresina teil. In dieser Zeit konnte er aufgrund des verletzten Beines nicht reiten und organisierte die Operationen von einem Schlitten aus. Im Dezember 1812 folgten die Reste seiner Truppen der Hauptarmee nach Ostpreußen, obwohl von den anfänglich 12.000 Mann seiner Miliz nur noch 900 im Einsatz standen. Mit dieser Handvoll Menschen nahm Bibikow am Gefecht bei Labiau sowie an der Einnahme von Königsberg teil. Danach bat er Graf Wittgenstein um Erlaubnis in Königsberg bleiben zu dürfen, um seine dezimierte Miliz Ruhe zur Reorganisation zu verschaffen. Er erhielt dort für die Leistungen seiner Männer mit Zustimmung des Kaisers ein goldenes Schwert mit folgender Gravur auf der Klinge „Für den Glauben und den Zaren“ und am Griff „Senator Bibikow der Petersburger Miliz“. Die aufgefrischte Miliz marschierte dann von Königsberg zur Festung Pillau, ab 6. Februar 1813 wurde seine Abteilung Teil der Truppen die Danzig belagerten.
In dieser Zeit erkrankte Bibikow schwer und musste zur Wiederherstellung nach Königsberg zurückkehren. Dort sammelte er trotz der Krankheit nach und nach weitere Überreste der verstreuten Miliz. Auf dem Weg der Besserung führte er am 16. Juni diese Männer nach Danzig an und unterstellte diese, dem Befehlshaber des Belagerungskorps, Herzog Alexander von Württemberg. Am 1. Juli legte Bibikow dem Herzog einen Plan zur Umwandlung der Miliz in reguläre Formationen vor, der sofort ausgeführt wurde. Inzwischen erhielt er die Erlaubnis, den Dienst zu verlassen, und am 10. Juli verabschiedete er sich von der Truppe. Mit besonderer Gunst erlaubte ihm der Zar, weiterhin seine Milizuniform zu tragen.
Um seine angeschlagene Gesundheit wiederherzustellen, wurde Bibikow am 15. Oktober 1813 auch vom Mandat des Senators entbunden. Ende dieses Jahres kehrte er aber nach St. Petersburg zurück und trat wieder in die 1 Abteilung der dritten Senatskammer ein. Am 25. April 1821 begab er sich zur Behandlung nach Karlsbad und starb 1822 in Dresden. Seine Leiche wurde aus Sachsen in die Heimat überführt und auf dem Lazarewski-Friedhof des Alexander-Newski-Kloster begraben.
In der Literatur wurde Bibikow als Autor einer Autographie über seinen Vater „Notizen zum Leben und Dienst von Alexander Iljitsch Bibikow“ (Записки о жизни и службие Александра Ильича Бибикова, St. Petersburg 1817) bekannt.